# Macao (film)
Macao is een Amerikaanse film noir uit 1952 onder regie van Josef von Sternberg.

## Verhaal
De Amerikaan Nick Cochran woont in ballingschap in Macau. Hij kan zijn naam zuiveren door een belangrijke crimineel te ontmaskeren. Hij wordt ook verliefd op Julie Benson, een nachtclubzangeres uit Hongkong.

## Rolverdeling
| Acteur            | Personage           |
| ----------------- | ------------------- |
| Robert Mitchum    | Nick Cochran        |
| Jane Russell      | Julie Benson        |
| William Bendix    | Lawrence C. Trumble |
| Thomas Gomez      | Sebastian           |
| Gloria Grahame    | Margie              |
| Brad Dexter       | Vincent Halloran    |
| Edward Ashley     | Martin Stewart      |
| Philip Ahn        | Itzumi              |
| Vladimir Sokoloff | Kwan Sum Tang       |
| Don Zelaya        | Gimpy               |